# 1951 en sport automobile
Chronologie du Sport automobile
1950 en sport automobile - 1951 en sport automobile - 1952 en sport automobile

## Les faits marquants de l'année1951enSport automobile
- Le Français Jean Trévoux remporte le Rallye automobile Monte-Carlo sur une Delahaye.
- Herb Thomas remporte le championnat de la série NASCAR avec un montant total de 18,200 $ (USD).

## Par mois

### Avril
- 1er avril : Curtis Turner (en) remporte la course sur le Charlotte Speedway (en) en NASCAR Grand National.

### Mai
- 27 mai : premier grand prix de F1 de la saison 1951 en Suisse, remporté par Juan Manuel Fangio sur Alfa Romeo.
- 30 mai (Formule 1) : deuxième grand prix de F1 de la saison 1951 aux 500 miles d'Indianapolis, remporté par Lee Wallard sur Kurtis Kraft-Offenhauser.

### Juin
- 17 juin : troisième grand prix de F1 de la saison 1951 en Belgique, remporté par Giuseppe Farina sur Alfa Romeo.
- 23 juin : départ de la dix-neuvième édition des 24 Heures du Mans.
- 24 juin : victoire de Peter Walker et Peter Whitehead aux 24 Heures du Mans sur une Jaguar.

### Juillet
- 1er juillet (Formule 1) : quatrième grand prix de F1 de la saison 1951 en France, remporté par Juan Manuel Fangio et Luigi Fagioli sur Alfa Romeo.
- 14 juillet (Formule 1) : cinquième grand prix de F1 de la saison 1951 en Grande-Bretagne, remporté par José Froilán González sur Ferrari.
- 22 juillet : Grand Prix des Pays-Bas. Hors Championnat.
- 29 juillet : sixième grand prix de F1 de la saison 1951 en Allemagne, remporté par Alberto Ascari sur Ferrari.

### Septembre
- 16 septembre : septième grand prix de F1 de la saison 1951 en Italie, remporté par Alberto Ascari sur Ferrari.

### Octobre
- 28 octobre (Formule 1) : après sa victoire lors du GP d'Espagne, sur le Circuit de Pedralbes, tracé non permanent situé dans la ville de Barcelone, l'Argentin Juan Manuel Fangio remporte le Championnat du monde de Formule 1 — le premier de ses cinq titres de champion du monde — au volant d'une Alfa Romeo.

## Naissances
- 1er janvier : Hans-Joachim Stuck, pilote automobile allemand.
- 7 janvier : Massimo Sigala, pilote automobile italien.
- 15 février : Markku Alén, pilote automobile (rallye) finlandais.
- 24 février : Klaus Niedzwiedz, pilote automobile allemand de compétitions sur circuits pour voitures de Tourisme et de Grand Tourisme.

- 1er mai : Geoff Lees, pilote automobile britannique.
- 29 avril : Dale Earnhardt, pilote automobile américain de NASCAR. († 18 février 2001).
- 10 juin : Franz Konrad, pilote automobile autrichien. Il a créé l'écurie Konrad Motorsport.
- 21 juin : Marcel Tarrès, pilote automobile français, de courses de côte, sur circuits, et sur glace.
- 23 juin : Michèle Mouton, pilote automobile (rallye) française.
- 16 juillet : Jean-Marie Carron, pilote automobile suisse.
- 9 août : Jorge Raùl Recalde, pilote de rallye argentin, († 10 mars 2001).
- 4 septembre : François Chauche, pilote de rallyes français.
- 18 septembre : Marc Surer, pilote automobile suisse.
- 6 octobre : Manfred Winkelhock, pilote automobile allemand.
- 8 octobre : Timo Salonen, pilote automobile (rallye) finlandais.
- 3 décembre : Rick Mears, pilote automobile américain.

## Décès
- 6 mai :  Cyrus Patschke, pilote automobile américain, (° 6 juillet 1888).

- 29 juillet : Cecil Green pilote automobile d'IndyCar américain, (° 30 septembre 1919).